# 이유민 (기자)
이유민 은 대한민국의 KBS 보도본부 기자이다. 

## 학력
- 서울여자대학교 언론정보학과 (2012학번)